# 빌프랑슈쉬르메르
빌프랑슈쉬르메르(프랑스어: Villefranche-sur-Mer)는 프로방스알프코트다쥐르의 알프마리팀주에 있는 코무네이다.

## 인구
| 연도 | 인구  | ±%     |
| ---- | ----- | ------ |
| 1962 | 5,953 | —      |
| 1968 | 6,790 | +14.1% |
| 1975 | 7,200 | +6.0%  |
| 1982 | 7,363 | +2.3%  |
| 1990 | 8,080 | +9.7%  |
| 1999 | 6,833 | −15.4% |
| 2008 | 6,244 | −8.6%  |
| 2010 | 5,471 | −12.4% |

## 자매 도시
- 이탈리아 보르디게라
- 미국 케이프코럴
- 벨기에 니우포르트
- 스위스 플랑레우아트
- 독일 라이스키르헨

## 같이 보기
- 알프마리팀주의 코뮌 목록